# Jerzy Trybulski

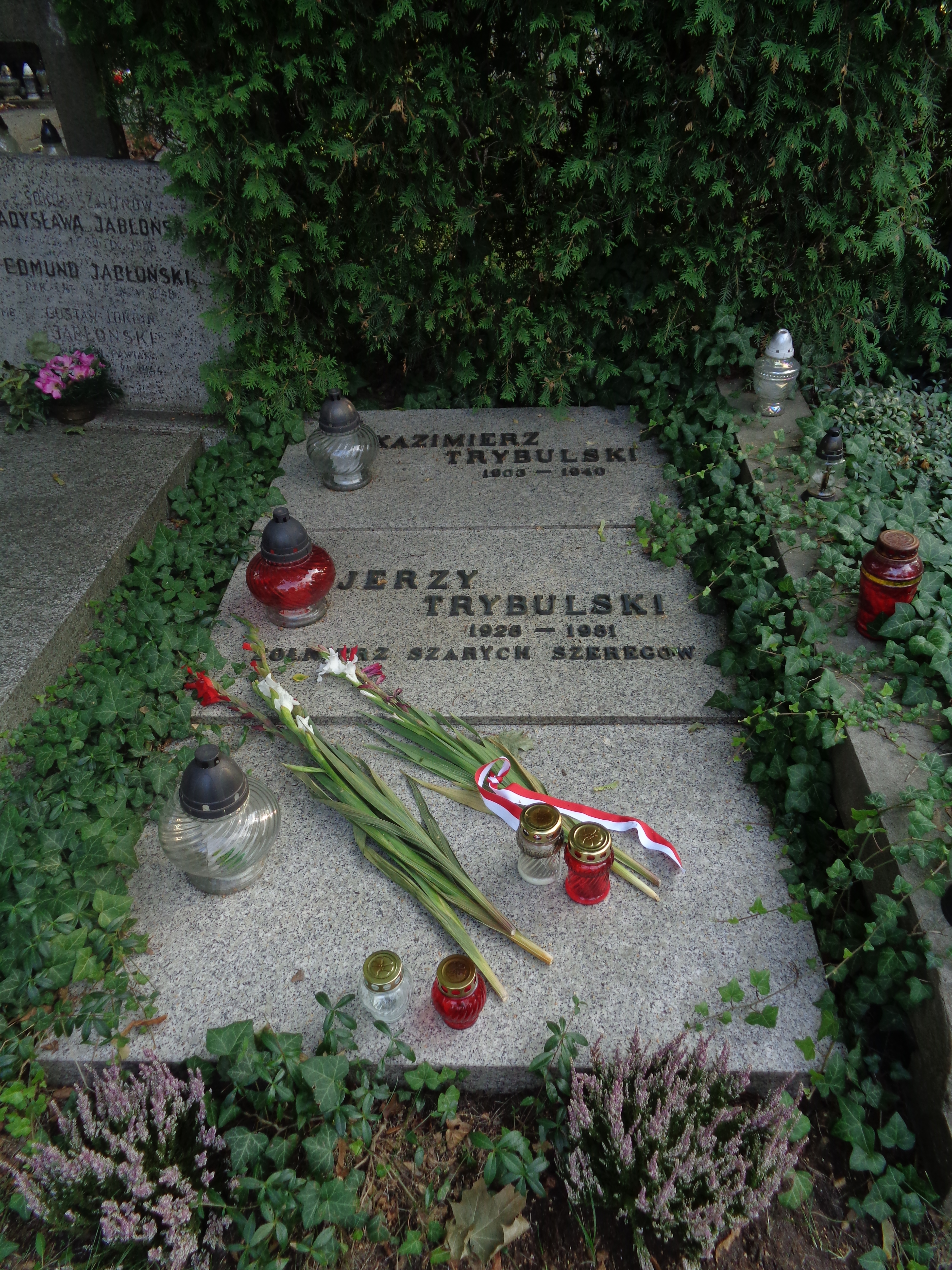
Grób Jerzego Trybulskiego na Cmentarzu Wojskowym na Powązkach

Jerzy Trybulski (ur. 16 września 1928 w Warszawie, zm. 23 kwietnia 1981 tamże) – polski inżynier, pionier informatyki w Polsce, współtwórca ZETO i dyrektor pierwszego z Zakładów, współzałożyciel Polskiego Towarzystwa Informatycznego, powstaniec warszawski (pseudonim „Orlicz”).

## Życiorys
Brał udział w powstaniu warszawskim, w stopniu kaprala. Walczył na terenie Żoliborza w zgrupowaniu „Żyrafa II”, w plutonie osłony sztabu 227, wystawionym przez „Bojowe Szkoły” Szarych Szeregów. Po upadku powstania opuścił Warszawę wraz z ludnością cywilną.
W latach 60. XX wieku był jednym z liderów grupy inżynierów i naukowców promujących wykorzystanie elektronicznych maszyn cyfrowych w Polsce. Mimo krytyki i pesymizmu środowiska władzy i naukowego środowisko to doprowadziło do powołania sieci ogólnodostępnych, usługowych placówek elektronicznej techniki obliczeniowej ZETO. Trybulski tworzył pierwszy z nich, we Wrocławiu – otwarty w grudniu 1964, którym kierował przez 14 lat. Przez dwa lata kierował Stołecznym Ośrodkiem Informacji i Techniki Obliczeniowej.
W latach 1967–1972 opiekun klubu użytkowników maszyn cyfrowych „ODRA” przy wrocławskim oddziale NOT.
W połowie lat 70. współtworzył, emitowany na antenie TVP1, telewizyjny kurs informatyki. Był również wiceprzewodniczącym rady programowej czasopisma „Informatyka”.
W marcu 1978 represjonowany za pozwolenie członkom Komitetu Obrony Robotników, m.in. Piotrowi Starzyńskiemu, na zbieranie jesienią 1977 podpisów na terenie ZETO Wrocław pod apelem Amnesty International w sprawie więźniów politycznych. Po wielomiesięcznych przesłuchaniach pracowników Trybulski został zwolniony za „zaniedbanie bezpieczeństwa politycznego w zakładzie”. Zakładowa komórka partii oprotestowała zwolnienie, co doprowadziło do rozwiązania komórki.
Był przewodniczącym komisji rejestracyjnej komitetu założycielskiego Polskiego Towarzystwa Informatycznego, ale zmarł na miesiąc przed rejestracją Towarzystwa. Dla upamiętnienia Trybulskiego PTI na pierwszym walnym zjeździe ustanowiło ogólnopolski konkurs jego imienia na najlepsze wdrożone prace z dziedziny zastosowań informatyki w gospodarce. W konkursie przyznawano medal z wizerunkiem Trybulskiego. Jego pierwszą kopię otrzymała żona, Maria. Według prof. Zygmunta Mazura osiągnięcia Trybulskiego „zapewniają mu trwałe miejsce w historii polskiej informatyki”.
Według współpracowników kładł duży nacisk na dydaktykę i szkolenie kadr. Przez studentów (wykładał m.in. na Akademii Ekonomicznej we Wrocławiu) wspominany jako „znakomity gawędziarz i osoba obdarzona poczuciem humoru”.
Pochowany na Cmentarzu Wojskowym na Powązkach w Warszawie (kwatera 12B-1-8).

## Wybrane publikacje
- „Autokod do obliczeń naukowo-technicznych na maszynie "Mińsk-2/22" : materiały pomocnicze do szkolenia programistów na EMC "Mińsk-2/22"”, współautor, 1967
- „Biblioteka programów standardowych maszyny cyfrowej "Mińsk-2"”, 1967
- „Wiadomości ogólne o przetwarzaniu danych” i „Przykłady systemów elektronicznego przetwarzania danych”, w „O maszynach cyfrowych”, red. Z. Hellwig, 1970[10]
- „Sieć ośrodków obliczeniowych w Polsce – poradnik zawodowy – telewizyjny kurs informatyki”, wyd. Ośrodek Badawczo-Rozwojowy Informatyki, 1973 – kurs emitowany w latach 70. XX wieku[potrzebny przypis]
- „Podstawowe problemy przygotowania użytkowników systemów informatycznych”, 1975

Na podstawie WorldCat Identities